# Musei nazionali d'arte del Giappone
L'Istituto amministrativo autonomo Musei nazionali d'arte (独立行政法人国立美術館?, Dokuritsu gyōsei hōjin Kokuritsu bijutsukan) è un ente giuridico privato giapponese, affiliato con l'Agenzia per gli affari culturali del Ministero dell'educazione, cultura, sport, scienza e tecnologia (MEXT), che si occupa della fondazione e acquisizione di grandi musei a carattere nazionale e della gestione degli stessi e dei beni culturali in essi contenuti.

## Storia
Musei nazionali d'arte nasce nell'anno fiscale 2001 a seguito dell'approvazione della legge 103 del 16/07/1999 che istituisce la nuova figura dell'Istituto amministrativo autonomo.
L'ente conta circa 130 dipendenti ed è rappresentata da un presidente, tre direttori e due manager. La sede principale si trova nell'edificio del Museo nazionale d'arte moderna di Tokyo a Chiyoda, all'interno del Parco Kitanomaru.

## I musei
Al 2021, l'ente gestisce sette musei raccolti in sei enti museali.
Alcuni dei musei gestiti dall'istituto sono precedenti alla sua fondazione, mentre altri sono stati da esso inaugurati: fra questi ultimi figura il Centro nazionale delle Arti di Tokyo, aperto a gennaio 2007 in un nuovo edificio a Roppongi (Minato).
L'Archivio filmico nazionale e il Museo nazionale di arti applicate sono stati fondati rispettivamente il 1º aprile 2018 a Chūō e il 25 ottobre 2020 a Kanazawa con collezioni scorporate dal Museo nazionale d'arte moderna di Tokyo. Mentre il primo è considerato un ente a sé, e si fregia del titolo di unico museo del Giappone dedicato al cinema, il secondo è considerato una delle due sedi del Museo nazionale d'arte moderna. L'Archivio è visitabile presso il palazzo appositamente costruitogli nel 1995 dopo l'incendio della sede precedente, mentre il Museo d'arte moderna a Kanazawa è stato allestito negli edifici storici della Kaikōsha (偕行社? "Club dei ritirati di guerra") dell'ex IX divisione dell'Esercito imperiale giapponese, nel Parco Honda no mori.
| N. | Immagine | Museo                                                                                                   | Prefettura          | Città    | Categoria                                  | Note |
| -- | -------- | --- | ------------------- | -------- | ------------------------------------------ | --- |
| 1  |          | Museo nazionale d'arte moderna di Tokyo (東京国立近代美術館?, Tōkyō kokuritsu kindai bijutsukan), MoMAT | Tokyo               | Chiyoda  | Belle arti del XIX e XX secolo             | Museo d'arte moderna con due sedi, una a Tokyo per le belle arti e una a Kanazawa per le arti applicate (dal 2020).                                                                        |
| 1  |          | Museo nazionale di arti applicate (国立工芸館?, Kokuritsu kōgeikan), NCM                                | Ishikawa            | Kanazawa | Arti applicate                             | Museo d'arte moderna con due sedi, una a Tokyo per le belle arti e una a Kanazawa per le arti applicate (dal 2020).                                                                        |
| 2  |          | Museo d'arte moderna di Kyoto (京都国立近代美術館?, Kōto kokuritsu kindai bijutsukan), MoMAK            | Prefettura di Kyoto | Kyoto    | Arti del XIX e XX secolo                   | |
| 3  |          | Museo nazionale d'arte occidentale, NMWA                                                                | Tokyo               | Taitō    | Belle arti occidentali dal XV al XX secolo | Parte del Patrimonio dell'umanità L'opera architettonica di Le Corbusier, un contributo eccezionale al Movimento Moderno.                                                                  |
| 4  |          | Museo nazionale d'arte internazionale (国立国際美術館?, Kokuritsu kokusai bijutsukan), NMAO             | Osaka               | Osaka    | Belle arti del XX secolo                   | |
| 5  |          | Centro nazionale delle arti di Tokyo, NACT                                                              | Tokyo               | Minato   | Arti del XX e XXI secolo                   | Il nome internazionale "The National Art Center, Tokyo" non corrisponde al nome giapponese che invece significa "Museo nazionale delle nuove arti" o anche "Nuovo museo nazionale d'arte". |
| 6  |          | Archivio filmico nazionale (国立映画アーカイブ?, Kokuritsu eiga ākaibu), NFAJ                           | Tokyo               | Chūō     | Film e materiali audiovisivi               | Precedentemente parte del MoMAT, scorporato come ente a sé stante nel 2018. |